# Barychelus
Barychelus és un gènere d'aranyes migalomorfes, de la família dels bariquèlids (Barychelidae). Fou descrita per primera vegada el 1889 per Simon.
L'any 2016, aquest gènere tenia acceptades només 2 espècies, totes dues de Nova Caledònia:
- Barychelus badius Simon, 1889. És l'espècie tipus.
- Barychelus complexus Raven, 1994